# 30ns Premis del Cinema Europeu

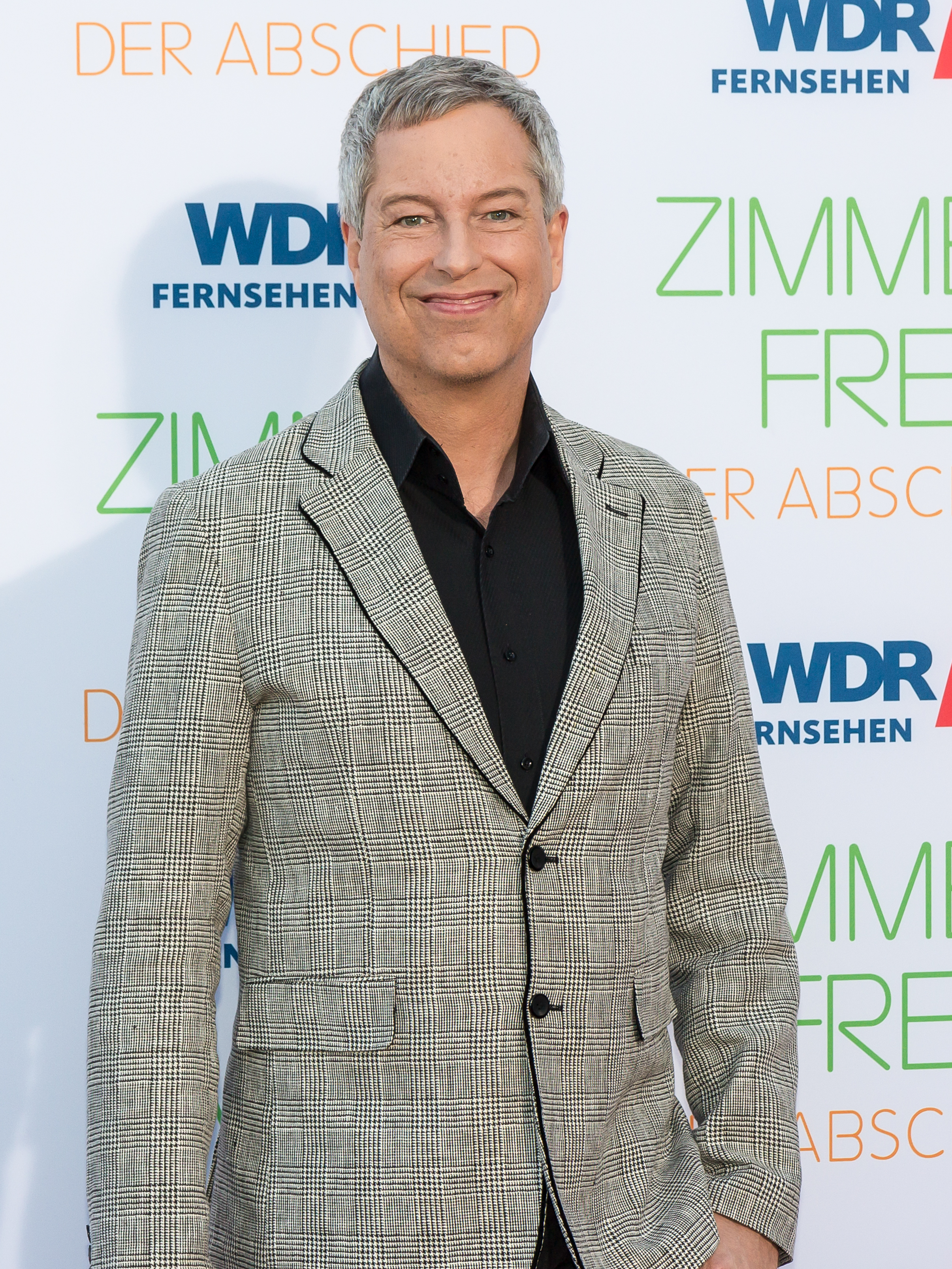
Thomas Hermanns, presentador de la gala

Els 30ns Premis del Cinema Europeu, presentats per l'Acadèmia del Cinema Europeu, van reconèixer l'excel·lència del cinema europeu. La cerimònia va tenir lloc el 9 de desembre de 2017 al Berliner Festspiele de Berlín. El mestre de cerimònies va ser el presentador de televisió alemany Thomas Hermanns.
El 29 d'agost de 2017, l'Acadèmia del Cinema Europeu va publicar la llista de selecció, per la qual els vint països amb més membres de l'acadèmia podien votar directament una pel·lícula cadascun, la resta les va decidir el comitè de selecció de l'EFA, que incloïa la junta directiva de l'acadèmia, així com sis experts convidats. La llista incloïa 51 llargmetratges de 31 països europeus.
L'any 2017 es van lliurar els premis en 22 categories: 10 en la categoria artística per ser elegits pels vots dels socis; 7 en la categoria tècnica a decidir pel jurat; 3 en categories de premis especials; i 2 categories de premis del públic.
La llista de nominats al premi a la millor pel·lícula europea i el reconeixement dels principals creadors es va donar a conèixer el 4 de novembre de 2017 al Festival de Cinema Europeu de Sevilla. Les pel·lícules amb més nominacions foren la sueca The Square de Ruben Östlund amb cinc nominacions (pel·lícula, comèdia, director, guió i actor) i l'hongaresa Teströl és lélekröl d'Ildikó Enyedi en va obtenir quatre (pel·lícucla, director, actor i actriu). La russa Neliúbov d'Andrei Zviàguintsev en va tenir tres (pel·lícula, director i guió), igual que The Killing of a Sacred Deer de Iorgos Lànthimos (director, guió i actor). Dona la casualitat que tres de les cinc pel·lícules nominades a millor pel·lícula europea van obtenir premis al 70è Festival Internacional de Cinema de Canes i quatre havien estat nominades a l'Oscar a la millor pel·lícula de parla no anglesa.
La guanyadora absoluta va ser la comèdia cinematogràfica del director suec Ruben Östlund The Square: va guanyar sis estatuetes, cinc d'elles en les categories artístiques especials votades pels membres de l'Acadèmia i una en la categoria tècnica. Pel que fa a la producció hongaresa Teströl és lélekröl d'Ildikó Enyedi es va endur només el premi a la millor actriu. Per la seva banda, la russa Neliúbov d'Andrei Zviàguintsev es va endur dos premis en la categoria tècnica (fotografia i compositor), mentre que el català Oriol Tarragó es va endur el premi al millor disseny de so per Un monstre em ve a veure i Timecode del català Juanjo Jiménez va guanyar el premi al millor curtmetratge.
Pel que fa als honorífics, el productor croat Čedomir Kola va rebre el Premi Eurimages, mentre que l'actriu francesa Julie Delpy va rebre el premi del mèrit europeu i el director rus Aleksandr Sokúrov el premi a la trajectòria.

## Pel·lícules seleccionades
1. 120 Battements par minute - director: Robin Campillo
2. A Ciambra - dirigida per Jonas Carpignano
3. A Date for Mad Mary - director: Darren Thornton
4. A Fábrica de Nada - director: Pedro Pinho
5. Un monstre em ve a veure - director: Juan Antonio Bayona
6. Ana, mon amour - director: Călin Peter Netzer ,
7. Bába z ledu - director: Bohdan Sláma
8. Bezbog - director: Ralitza Petrova
9. Brimstone dirigida per Martin Koolhoven
10. Du forsvinder - director: Peter Schønau Fog
11. Estiu 1993 - director: Carla Simón
12. Fortunata - director: Sergio Castellitto
13. Frantz - dirigit per François Ozon
14. Frost - director: Šarūnas Bartas
15. Happy End - dirigida per Michael Haneke
16. Hjartasteinn - director: Guðmundur Arnar Guðmundsson
17. Home - dirigida per Fien Troch
18. In Zeiten des Abnehmenden Lichts - director: Matti Geschonneck
19. Indivisibili - director: Edoardo De Angelis
20. Insyriated dirigit per Philippe Van Leeuw
21. İstanbul Kırmızısı - director: Ferzan Özpetek
22. Júpiter's Moon - director: Kornél Mundruczó
23. Koca Dünya - director: Reha Erdem
24. Kongens nei - director: Erik Poppe
25. Krótkaia (Кроткая) - director: Serguí Loznítsia
26. Lady Macbeth - dirigida per William Oldroyd
27. Layla M. - dirigida per Mijke de Jong , Jordània,
28. Moia babusia Fani Kaplan (Моя бабуся Фані Каплан) - directora: Olena Demyanenko
29. O gios tis Sofias (Ο Γιος της Σοφίας) - director: Elina Psikou
30. Ostatnia rodzina - director: Jan P. Matuszyński
31. Pokot - dirigida per Agnieszka Holland, Katarzyna Adamik
32. Powidoki - director: Andrzej Wajda
33. Rai (Рай) - director: Andrei Mikhalkov-Kontxalovski
34. Rekvijem za gospodju J. (Реквијем за госпођу Ј.) - director: Bojan Vuletić
35. Rückkehr nach Montauk - dirigida per Volker Schlöndorff
36. Sameblod - director: Amanda Kernell  ,
37. Stefan Zweig: Adeu a Europa - director: Maria Schrader
38. Neliúbov (Нелюбовь) dirigida per Andrei Zviàguintsev
39. Tarde para la ira - director: Raúl Arévalo
40. Teströl és lélekröl - director: Ildikó Enyedi
41. The killing of a sacred deer - director: Iorgos Lànthimos
42. The Party - dirigida per Sally Potter
43. The Square - director: Ruben Östlund
44. Toivon tuolla puolen - director: Aki Kaurismäki
45. Tom of Finland - dirigida per Dome Karukoski
46. Učiteľka - director: Jan Hřebejk
47. Un beau soleil intérieur - director: Claire Denis
48. Un Juif pour l'exemple - director: Jacob Berger
49. Ustav Republike Hrvatske - dirigida per Rajko Grlić
50. Western - dirigida per Valeska Grisebach
51. Wilde Maus - director: Josef Hader

## Premis atorgats pels membres de l'acadèmia
Els guanyadors estan en fons groc i en negreta.

### Millor pel·lícula europea
| Títol                     | Director(s)         | Productor(s)                                        | Productora | País                                   |
| ------------------------- | ------------------- | --------------------------------------------------- | --- | -------------------------------------- |
| The Square                | Ruben Östlund       | Erik Hemmendorff, Philippe Bober                    | Plattform Produktion, Film i Väst, Essential Films, Parisienne, Coproduction Office, Sveriges Television, Imperative Entertainment, ARTE France Cinéma, ZDF                      | Suècia · França · Alemanya · Dinamarca |
| 120 Battements par minute | Robin Campillo      | Marie-Ange Luciani, Hugues Charbonneau              | Les Films de Pierre, France 3 Cinéma, Page 114, Memento Films, FD Production, Centre National de la Cinématographie, Indéfilms 5, Cofinova 13, France Télévisions, Canal+, Ciné+ | França                                 |
| Neliúbov                  | Andrei Zviàguintsev | Alexander Rodnyansky, Sergey Melkumov, Gleb Fetisov | Arte France Cinéma, Fetisoff Illusion, Les Films du Fleuve, Non-Stop Production, Senator Film Produktion, Why Not Productions                                                    | Rússia · Bèlgica · Alemanya · França   |
| Teströl és lélekröl       | Ildikó Enyedi       | Ernő Mesterházy, András Muhi, Mónika Mécs           | Inforg-M&M Film Kft. | Hongria                                |
| Toivon tuolla puolen      | Aki Kaurismäki      | Aki Kaurismäki                                      | Sputnik, Oy Bufo Ab, ZDF | Finlàndia · Alemanya                   |

### Millor comèdia europea
| Títol                        | Director(s)                      | Productor(s)                                                               | Productora | País                                   |
| ---------------------------- | -------------------------------- | -------------------------------------------------------------------------- | --- | -------------------------------------- |
| The Square                   | Ruben Östlund                    | Erik Hemmendorff, Philippe Bober                                           | Plattform Produktion, Film i Väst, Essential Films, Parisienne, Coproduction Office, Sveriges Television, Imperative Entertainment, ARTE France Cinéma, ZDF | Suècia · Alemanya · França · Dinamarca |
| King of the Belgians         | Peter Brosens, Jessica Woodworth | Peter Brosens, Jessica Woodworth                                           | Bo Films, Entre Chien et Loup, Topkapi Films, Art Fest | Bèlgica · Països Baixos · Bulgària     |
| Vincent                      | Christophe van Rompaey           | Dries Phlypo, Jean-Claude van Rijckeghem, Emmanuel Giraud, Aurélie Bordier | A Private View, Les Films de la Croisade | Bèlgica · França                       |
| Willkommen bei den Hartmanns | Simon Verhoeven                  | Quirin Berg, Max Wiedemann, Michael Verhoeven, Stefan Gärtner              | Wiedemann & Berg, Filmproduktion GmbH & Co. KG, Sentana Film, Seven Pictures Film                                                                           | Alemanya                               |

### Millor director europeu
| Receptor(s)         | Títol                        |
| ------------------- | ---------------------------- |
| Ruben Östlund       | The Square                   |
| Ildikó Enyedi       | Teströl és lélekröl          |
| Aki Kaurismäki      | Toivon tuolla puolen         |
| Yorgos Lanthimos    | The Killing of a Sacred Deer |
| Andrei Zviàguintsev | Neliúbov                     |

### Millor actriu europea
| Receptor(s)       | Títol                    | Paper            |
| ----------------- | ------------------------ | ---------------- |
| Alexandra Borbély | Teströl és lélekröl      | Mária            |
| Paula Beer        | Frantz                   | Anna             |
| Juliette Binoche  | Un beau soleil intérieur | Isabelle         |
| Isabelle Huppert  | Happy End                | Anne Laurent     |
| Florence Pugh     | Lady Macbeth             | Katherine Lester |

### Millor actor europeu
| Receptor(s)            | Títol                        | Paper           |
| ---------------------- | ---------------------------- | --------------- |
| Claes Bang             | The Square                   | Christian       |
| Nahuel Pérez Biscayart | 120 Battements par minute    | Sean Dalmazo    |
| Colin Farrell          | The Killing of a Sacred Deer | Steven Murphy   |
| Josef Hader            | Stefan Zweig: Adeu a Europa  | Stefan Zweig    |
| Jean-Louis Trintignant | Happy End                    | Georges Laurent |

### Millor guió europeu
| Receptor(s)                         | Títol                        |
| ----------------------------------- | ---------------------------- |
| Ruben Östlund                       | The Square                   |
| Ildikó Enyedi                       | Teströl és lélekröl          |
| Yorgos Lanthimos, Efthimis Filippou | The Killing of a Sacred Deer |
| Oleg Negin, Andrei Zviàguintsev     | Neliúbov                     |
| François Ozon                       | Frantz                       |

## Premis tècnics
Un jurat especial de set membres es va reunir a Berlín i va decidir els guanyadors en set categories tecnològiques. Els membres del jurat són:
- Samir Fočo, dissenyador de so, Bòsnia i Hercegovina
- Raf Keunen, compositor, Bèlgica
- Melanie Ann Oliver, editora, Regne Unit
- Vassilia Rozana, dissenyadora de vestuari, Grècia
- Susana Sanchez, perruqueria i maquilladora, Espanya
- Łukasz Żal, director de fotografia, Polònia
- Tonino Zera, dissenyador de producció, Itàlia.

### Millor fotografia - Premi Carlo di Palma
| Receptor(s)      | Títol    |
| ---------------- | -------- |
| Mikhaïl Kritxman | Neliúbov |

### Millor muntatge
| Receptor(s)    | Títol                     |
| -------------- | ------------------------- |
| Robin Campillo | 120 Battements per minute |

### Millor direcció artística
| Receptor(s)    | Títol      |
| -------------- | ---------- |
| Josefin Åsberg | The Square |

### Millor dissenyador de vestuari
| Receptor(s)        | Títol |
| ------------------ | ----- |
| Katarzyna Lewińska | Pokot |

### Millor compositor
| Receptor(s)                | Títol    |
| -------------------------- | -------- |
| Ievgueni i Saixa Galperine | Neliúbov |

### Millor disseny de so
| Receptor(s)   | Títol                    |
| ------------- | ------------------------ |
| Oriol Tarragó | Un monstre em ve a veure |

### Millor maquillatge i perruqueria
| Receptor(s)           | Títol     |
| --------------------- | --------- |
| Leendert van Nimwegen | Brimstone |

## Premis dels Crítics

### Premi al descobriment europeu-Prix Fipresci
| Títol          | Director(s)     | Productor(s)                                     | Productora | País                          |
| -------------- | --------------- | ------------------------------------------------ | --- | ----------------------------- |
| Lady Macbeth   | William Oldroyd | Fodhla Cronin O'Reilly                           | BBC Films, British Film Institute, Creative England, iFeatures, Protagonist Pictures, Sixty Six Pictures | Regne Unit                    |
| Petit paysan   | Hubert Charuel  | Stéphanie Bermann, Alexis Dulguerian             | Domino Films, France 2 Cinéma, Canal+, France Télévisions, Indéfilms 5, Pyramide | França                        |
| Bezbog         | Ralitza Petrova | Rossitsa Valkanova, Eva Jakobsen, Laurence Clerc | KLAS Film, Snowglobe, Alcatraz Films, Film Factory, Aporia Filmworks | Bulgària · Dinamarca · França |
| Estiu 1993     | Carla Simón     | Valérie Delpierre, Stefan Schmitz, María Zamora  | Avalon, Fundación SGAE, Inicia Films, ICEC, ICAA, Media, Producciones Cinematográficas Cima, Sources 2, Televisión Española | Espanya                       |
| Die Einsiedler | Ronny Trocker   | Susanne Mann, Paul Zischler                      | Zischlermann Filmproduktion, Golden Girls Filmproduktion, EchoFilm, BLS Südtirol Alto Adige, Beauftragter der Bundesregierung für Angelegenheiten der Kultur und der Medien, Filmservices, Medienboard Berlin-Brandenburg, Servus TV, Österreichisches Filminstitut | Alemanya · Àustria            |

## Millor pel·lícula europea d'animació
Els nominats es van anunciar el 24 d'octubre de 2017. Una pel·lícula (Zombillénium) nominada a la millor pel·lícula d'animació es va estrenar al Festival de Canes.
| Títol           | Director(s)                   | Animador(s)                       | Productor(s)                                    | Productores | País                 | Idioma  |
| --------------- | ----------------------------- | --------------------------------- | ----------------------------------------------- | --- | -------------------- | ------- |
| Loving Vincent  | Dorota Kobiela, Hugh Welchman | Dorota Kobiela, Lukasz Mackiewicz | Hugh Welchman, Ivan Mactaggart, Sean Bobbitt    | BreakThru Productions, Trademark Films | Polònia · Regne Unit | Anglès  |
| Ethel & Ernest  | Roger Mainwood                | Peter Dodd                        | Camilla Deakin, Ruth Fielding, Stephan Roelants | BBC Films, British Film Institute, Ffilm Cymru Wales, Film Fund Luxembourg, Cloth Cat Animation, Ethel & Ernest Productions, Lupus Films, Mélusine Productions | Regne Unit           | Anglès  |
| Louise en hiver | Jean-François Laguionie       | Lionel Chauvin, Joahanna Bessière | Jean-Pierre Lemouland, Galilé Marion-Gauvin     | JPL Films, Unité centrale, Tchack, Arte France Cinéma | França · Canadà      | Francès |
| Zombillénium    | Arthur de Pins, Alexis Ducord | David Nasser                      | Henri Megalon, Léon Pérahia                     | Maybe Movies, Belvision, Dupuis Audiovisuel, France 3 Cinéma, Gébéka Films, 2 Minutes Animation, Pipangaï Production, Gao Shan Pictures                        | França · Bèlgica     | Francès |

## Premis de l'Audiència

### Premi del Públic
Els nominats es van anunciar l'1 de setembre de 2017.
| Títol                                | Títol               | País de producció                                                  |
| ------------------------------------ | ------------------- | ------------------------------------------------------------------ |
| Stefan Zweig: Adeu a Europa          | Maria Schrader      | Alemanya · Àustria · França                                        |
| Un mostre em ve a veure              | Juan Antonio Bayona | Espanya                                                            |
| Bridget Jones's Baby                 | Sharon Maguire      | República d'Irlanda · Regne Unit · França · Estats Units d'Amèrica |
| Bèsties fantàstiques i on trobar-les | David Yates         | Regne Unit · Estats Units d'Amèrica                                |
| Frantz                               | François Ozon       | França · Alemanya                                                  |
| Els exàmens                          | Cristian Mungiu     | Romania · França · Bèlgica                                         |
| La pazza gioia                       | Paolo Virzì         | Itàlia · França                                                    |
| Kollektivet                          | Thomas Vinterberg   | Dinamarca · Suècia · Països Baixos                                 |
| Toivon tuolla puolen                 | Aki Kaurismäki      | Finlàndia · Alemanya                                               |

### Premi Universitari
L'anunci de les cinc nominacions als Premis de Cinema Universitari Europeu va tenir lloc durant el Filmfest Hamburg el 10 d'octubre de 2017. Les pel·lícules van ser seleccionades per: Fabian Gasmia (productor / Alemanya), Juho Kuosmanen (director / Finlàndia), Elli Mastorou (periodista / Bèlgica/Grècia) i Dagmar Brunow (Universitat Linnaeus/Suècia). Es van projectar i discutir cinc pel·lícules nominades a les classes respectives i cada universitat va votar la seva pel·lícula preferida.
| Títol                | Director(s)                       | Productor(s)                                                                            | Productora | País                                 | Idioma              |
| -------------------- | --------------------------------- | --------------------------------------------------------------------------------------- | --- | ------------------------------------ | ------------------- |
| Hjartasteinn         | Guðmundur Arnar Guðmundsson       | Anton Máni Svansson, Lise Orheim Stender, Jesper Morthorst, Guðmundur Arnar Guðmundsson | SF Studios, Join Motion Pictures                                                                                              | Islàndia · Dinamarca                 | Islandès            |
| Home                 | Fien Troch                        | Antonino Lombardo, Jacques-Henri Bronckart, Olivier Bronckart                           | Prime Time, Versus Production                                                                                                 | Bèlgica                              | Neerlandès          |
| Neliúbov             | Andrei Zviàguintsev               | Alexander Rodnyansky, Sergey Melkumov, Gleb Fetisov                                     | Arte France Cinéma, Fetisoff Illusion, Les Films du Fleuve, Non-Stop Production, Senator Film Produktion, Why Not Productions | Rússia · Bèlgica · Alemanya · França | Rus                 |
| Toivon tuolla puolen | Aki Kaurismäki                    | Aki Kaurismäki                                                                          | Sputnik, Oy Bufo Ab, ZDF | Finlàndia · Alemanya                 | Finès, anglès, àrab |
| The War Show         | Andreas Dalsgaard, Obaidah Zytoon | Miriam Nørgaard, Alaa Hassan                                                            | Fridthjof Film, Oktober, Yleisradio                                                                                           | Dinamarca · Síria · Finlàndia        | Àrab                |

## Millor documental - Prix arte
| Títol                | Director(s)      | Productor(s)                                                              | Productora                                     | País                                        | Idioma                    |
| -------------------- | ---------------- | ------------------------------------------------------------------------- | ---------------------------------------------- | ------------------------------------------- | ------------------------- |
| Kommunia             | Anna Zamecka     | Anna Wydra, Anna Zamecka, Zuzanna Krol, Izabela Lopuch, Hanka Kastelicova | Wajda Studio, HBO Europe, Otter Films          | Polònia                                     | Polonès                   |
| Austerlitz           | Serguí Loznítsia | Serguí Loznítsia                                                          | Imperativ Film, BKM, German Federal Film Board | Alemanya                                    | Alemany, anglès, castellà |
| La Chana             | Lucija Stojevic  | Lucija Stojevic, Greta Olafsdottir, Deirdre Towers, Susan Muska           | Noon Films S.L.                                | Espanya · Islàndia · Estats Units d'Amèrica | Castellà                  |
| Stranger in Paradise | Guido Hendrikx   | Frank van den Engel                                                       | Zeppers Film & TV                              | Països Baixos                               | Anglès                    |
| Hyvä postimies       | Tonislav Hristov | Kaarle Aho, Kai Nordberg                                                  | Making Movies Oy, Soul Food                    | Finlàndia · Bulgària                        | Búlgar                    |

## Millor curtmetratge
Els nominats foren seleccionats per un jurat independent en diversos festivals de cinema d'arreu d'Europa.
| Títol                                          | Director(s)                       | País                        | Festival                     |
| ---------------------------------------------- | --------------------------------- | --------------------------- | ---------------------------- |
| Timecode                                       | Juanjo Giménez                    | Espanya                     | Festival de Gant             |
| Copa-Loca                                      | Christos Massalas                 | Grècia                      | Festival de Sarajevo         |
| En La Boca                                     | Matteo Gariglio                   | Suïssa Argentina            | Festival de Cracòvia         |
| Fight on a Swedish Beach                       | Simon Vahlne                      | Suècia                      | Seminci                      |
| Information Skies                              | Daniel van der Velden, Vinca Kruk | Països Baixos Corea del Sud | Festival de Rotterdam        |
| LOVE                                           | Réka Bucsi                        | Hongria França              | Festival d'Uppsala           |
| Os Humores Artificiais (The Artificial Humors) | Gabriel Abrantes                  | Portugal                    | Berlinale                    |
| HEVÊRK (The Circle)                            | Rûken Tekes                       | Turquia                     | Festival de Drama            |
| Los Desheredados (The Disinherited)            | Laura Ferrés                      | Espanya                     | Festival de Vila do Conde    |
| The Party                                      | Andrea Harkin                     | Irlanda                     | Festival de Cork             |
| Ugly                                           | Nikita Diakur                     | Alemanya                    | Festival de Bristol          |
| Wannabe                                        | Jannis Lenz                       | Àustria Alemanya            | Festival de Clermont-Ferrand |
| SCRIS/NESCRIS (Written/Unwritten)              | Adrian Silisteanu                 | Romania                     | Festival de Tampere          |
| GROS CHAGRIN (You will be fine)                | Céline Devaux                     | França                      | Festival de Venècia          |
| Jeunes Hommes à la fenêtre                     | Loukianos Moshonas                | França                      | Festival de Locarno          |

## Premi Eurimages
- Čedomir Kolar[14]

## Premis honoraris

### Premi del mèrit europeu al Cinema Mundial
- Julie Delpy

### Premi a la trajectòria
- Aleksandr Sokúrov

## Galeria

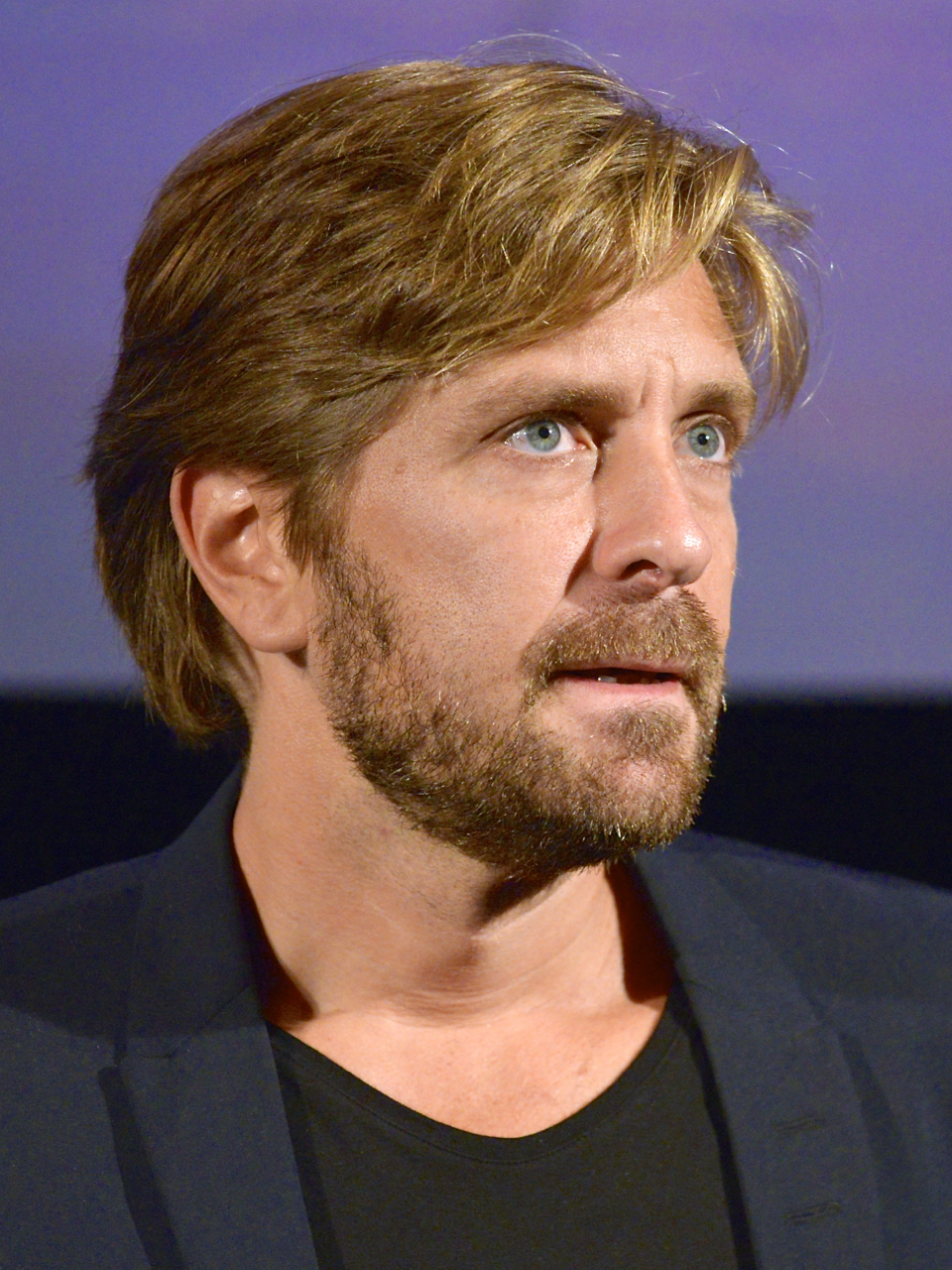
Ruben Östlund, millor pel·lícula, comèdia, director i guió
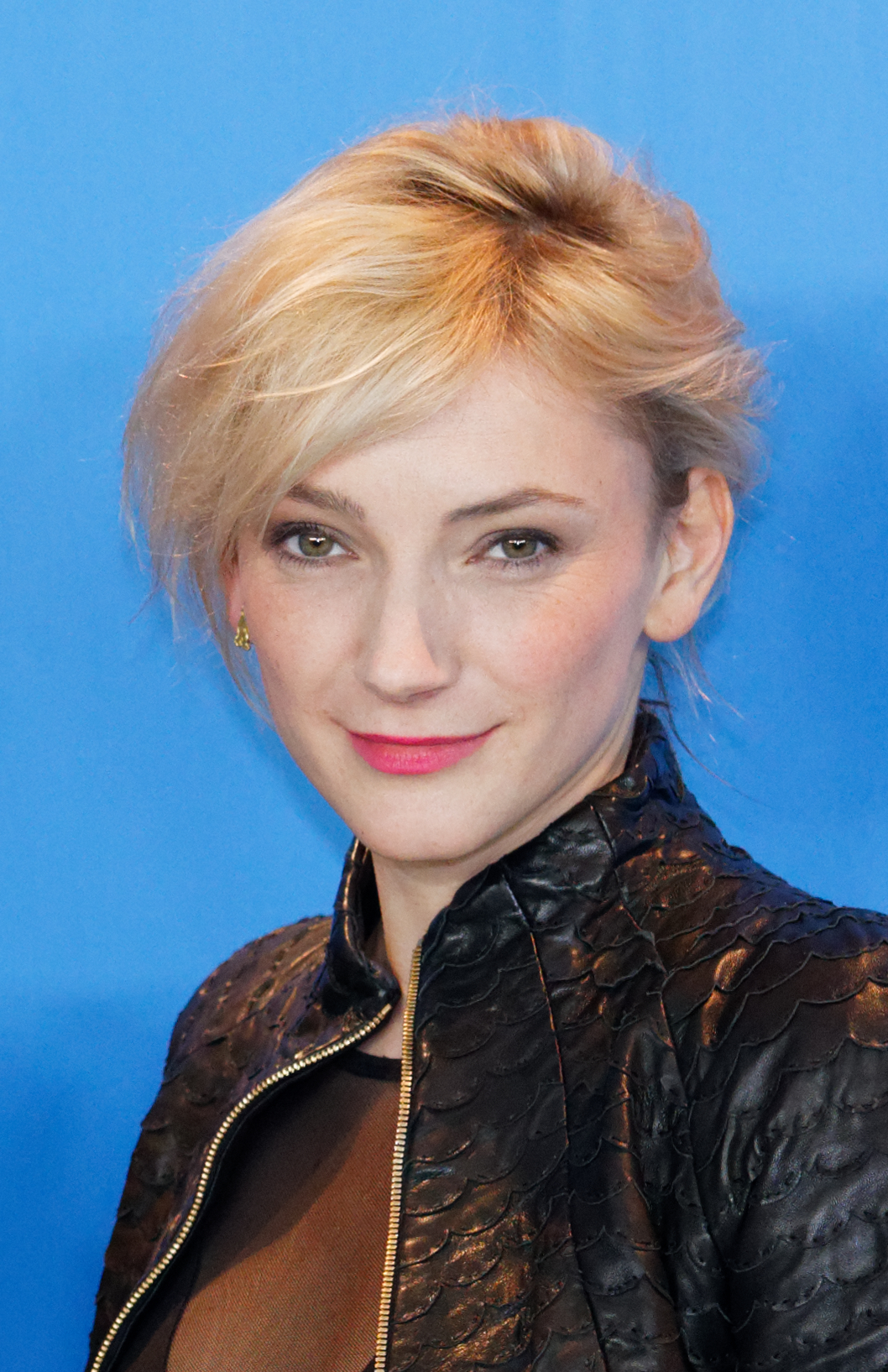
Alexandra Borbély, millor actriu
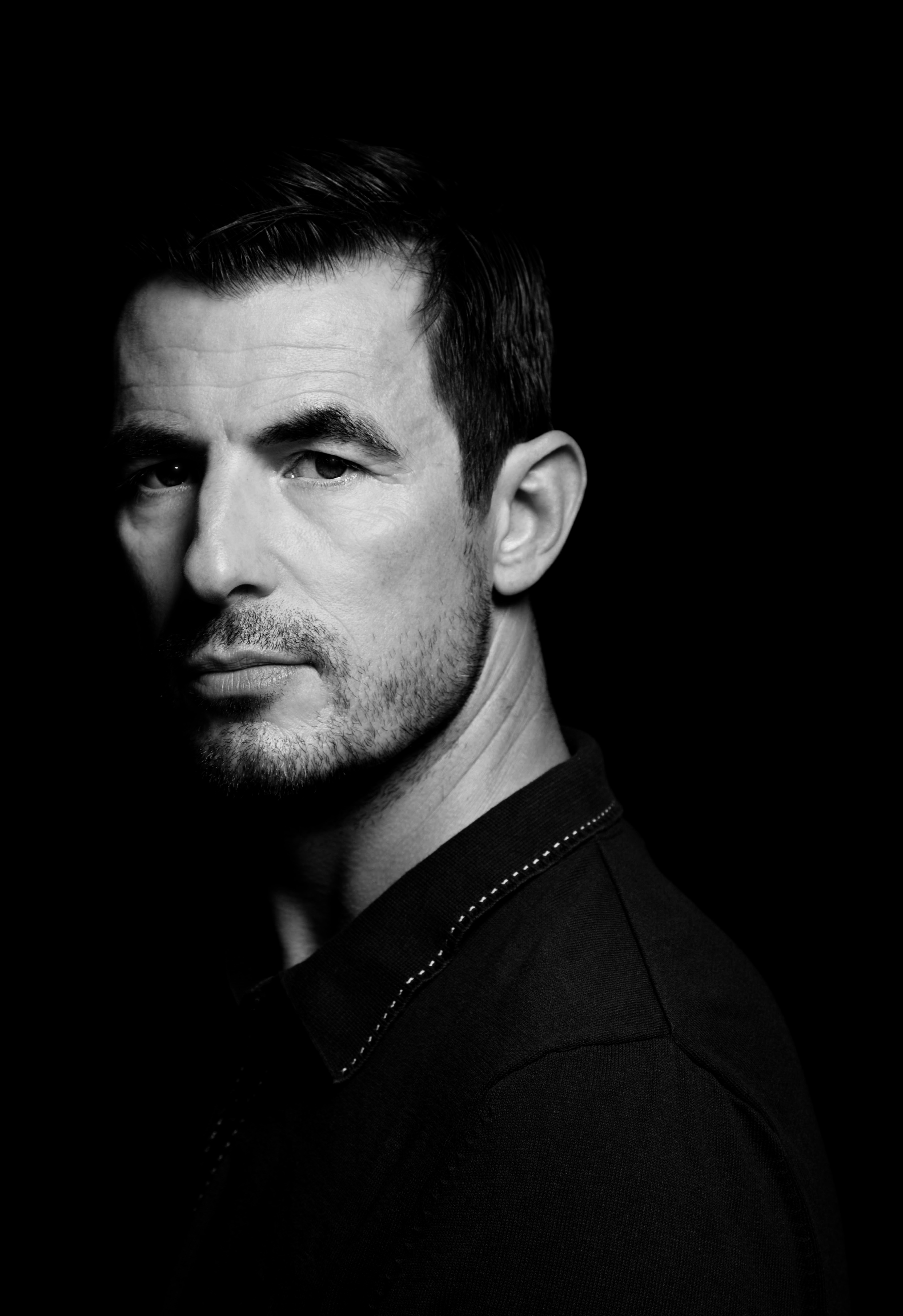
Claes Bang, millor actor
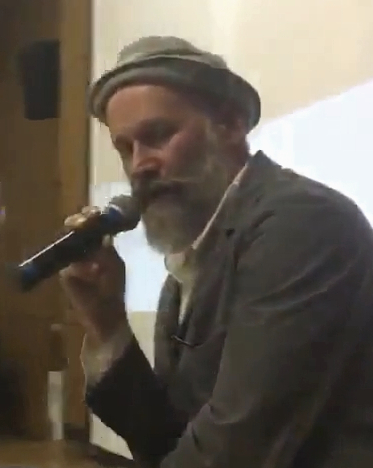
Mikhaïl Kritxman, millor fotografia
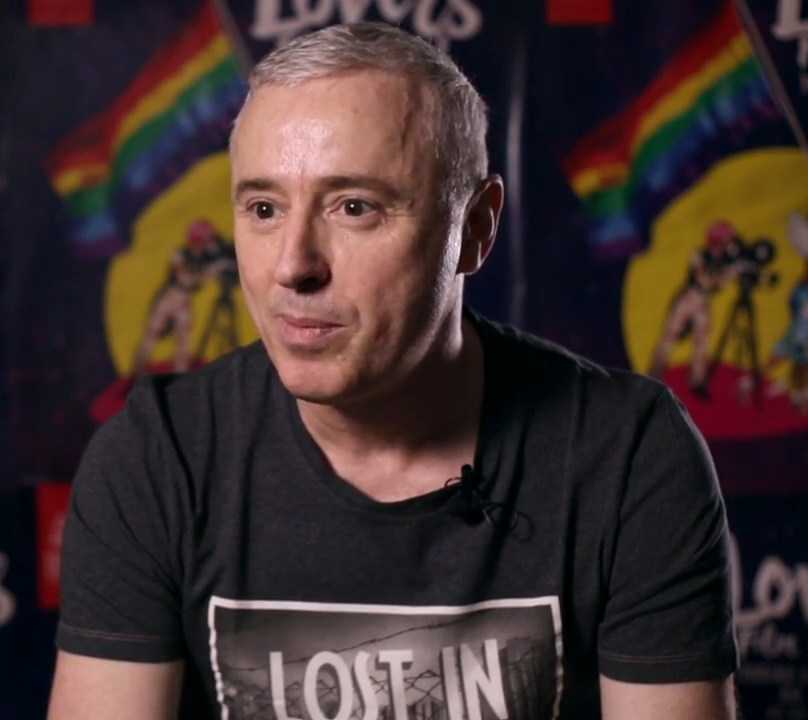
Robin Campillo, millor editor
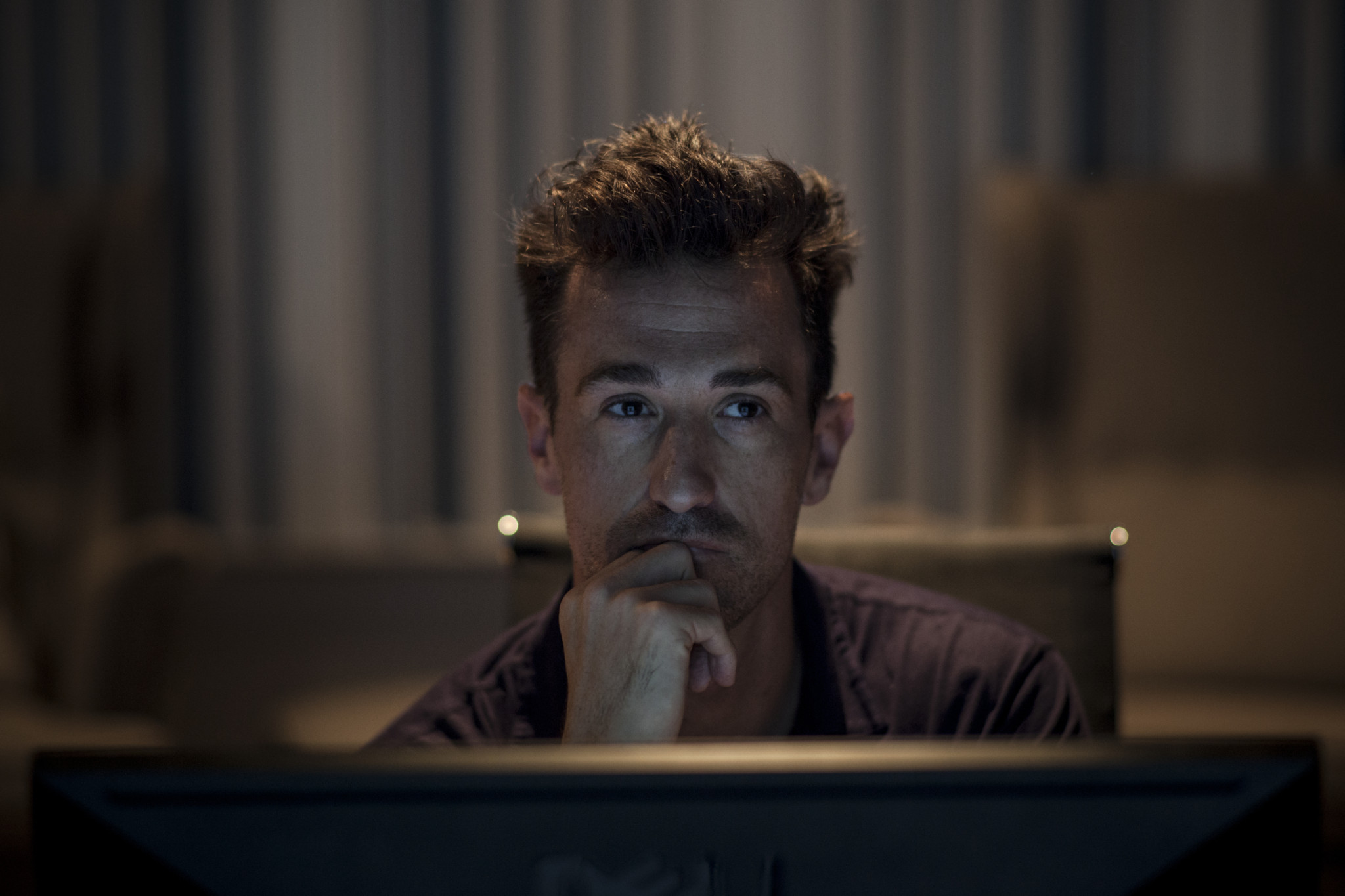
Oriol Tarragó, millor so
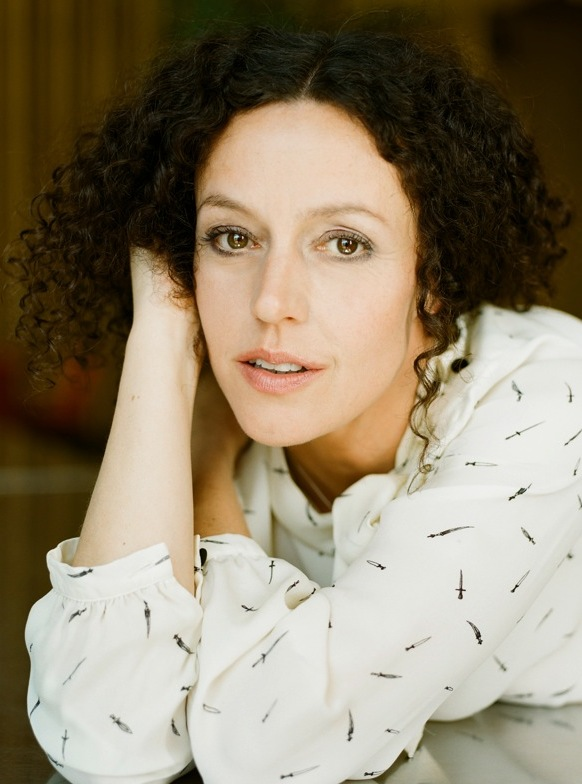
Maria Schrader, premi del Públic
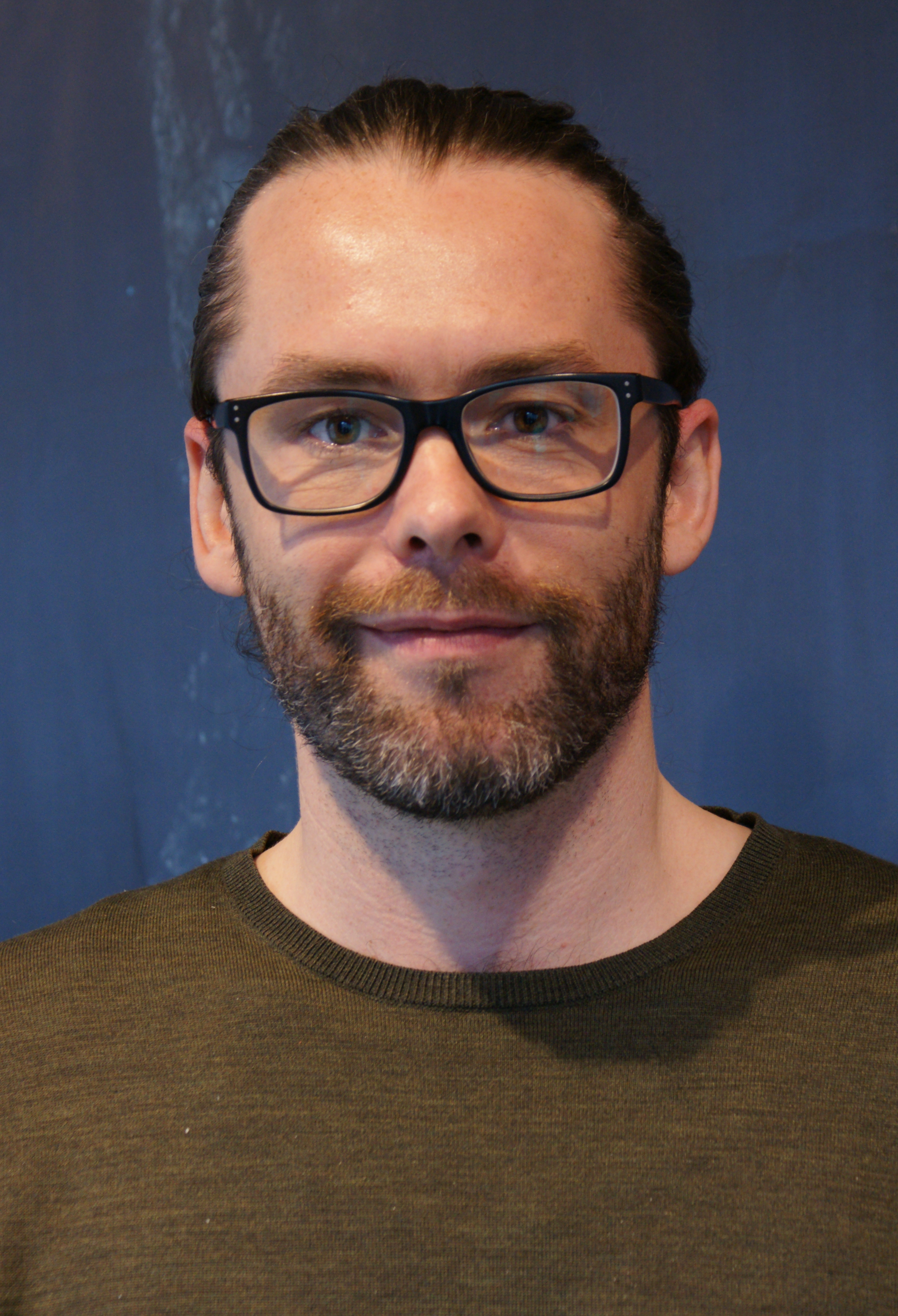
Guðmundur Arnar Guðmundsson, premi universitari
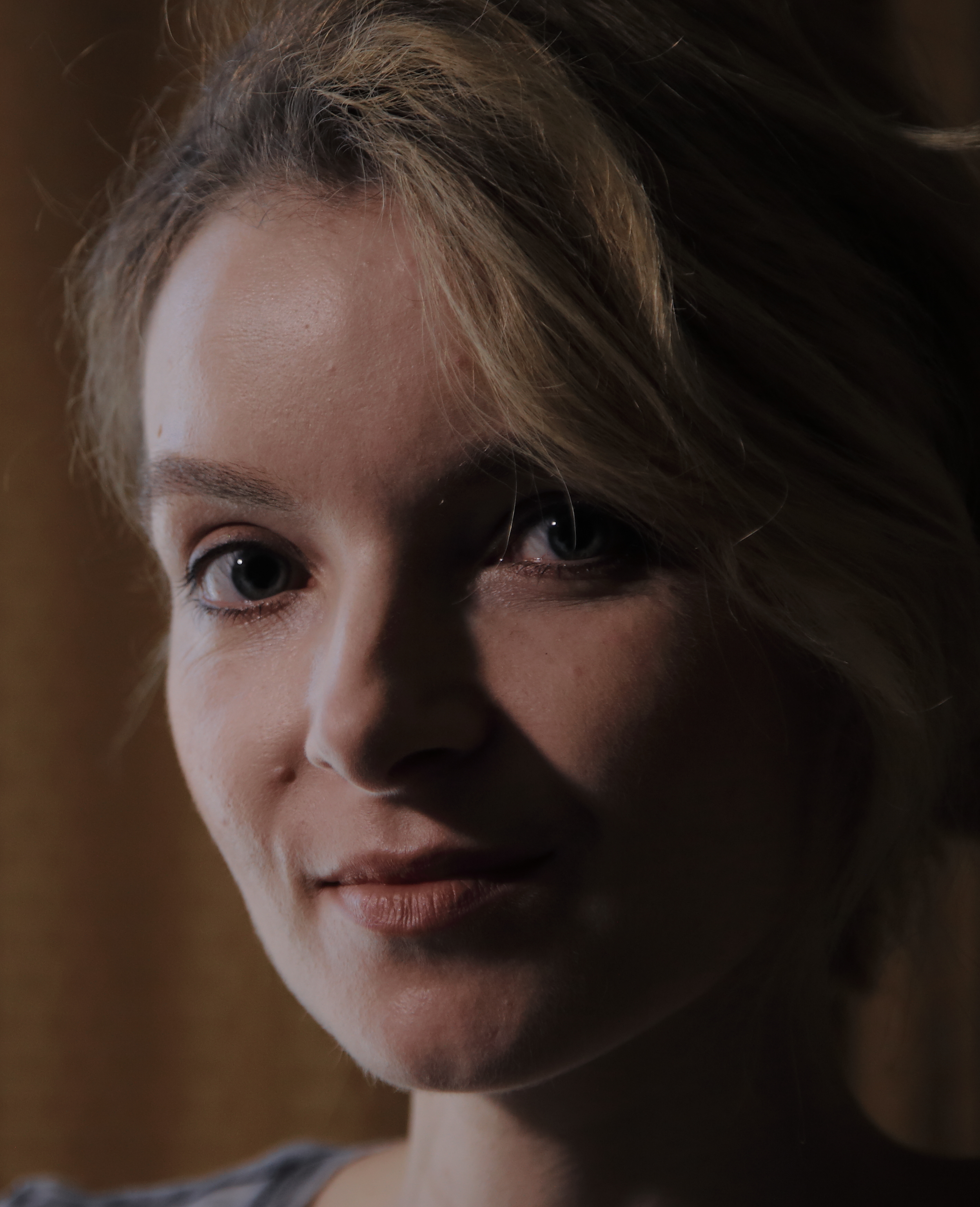
Anna Zamecka, millor documental
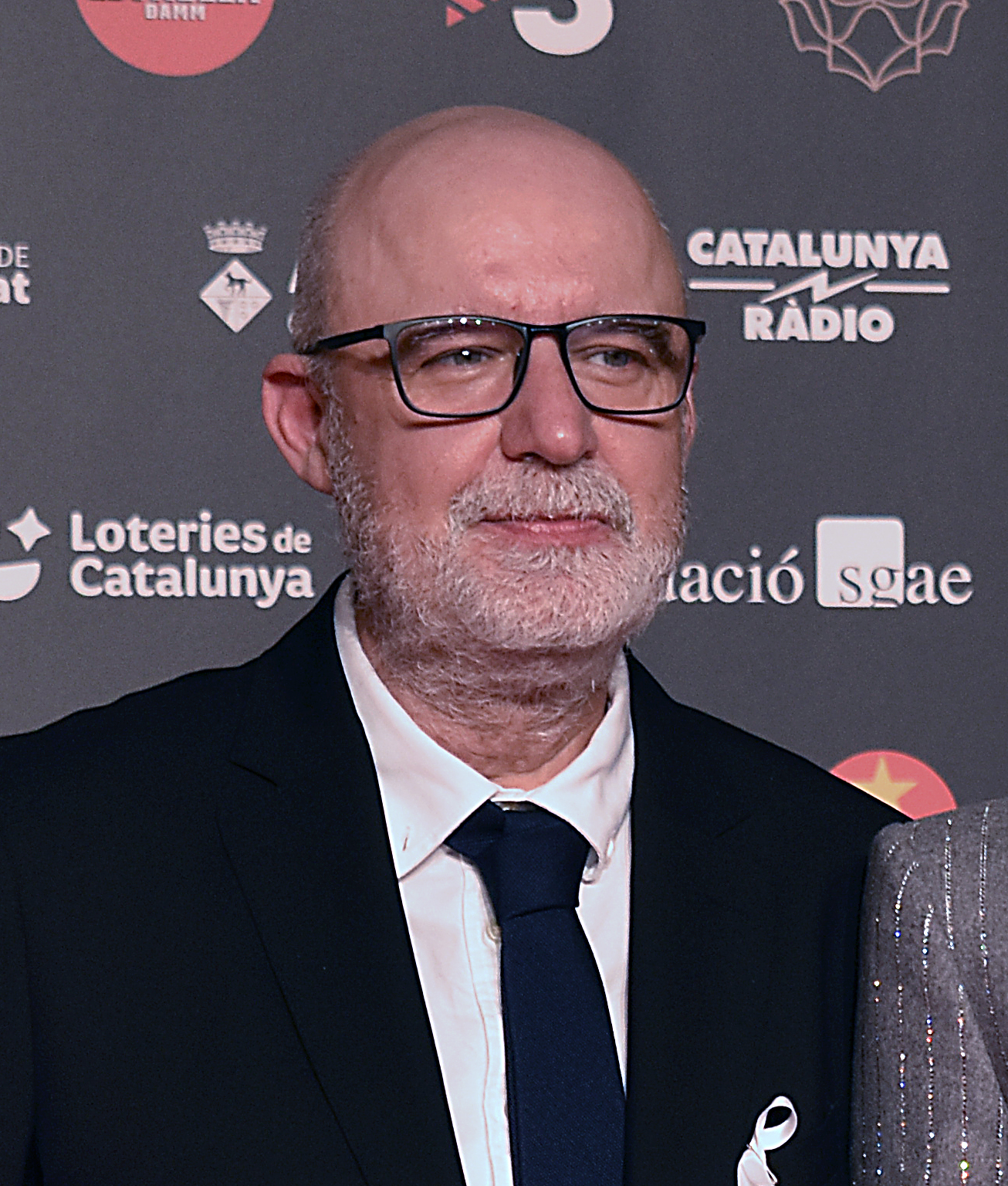
Juanjo Giménez, millor curtmetratge
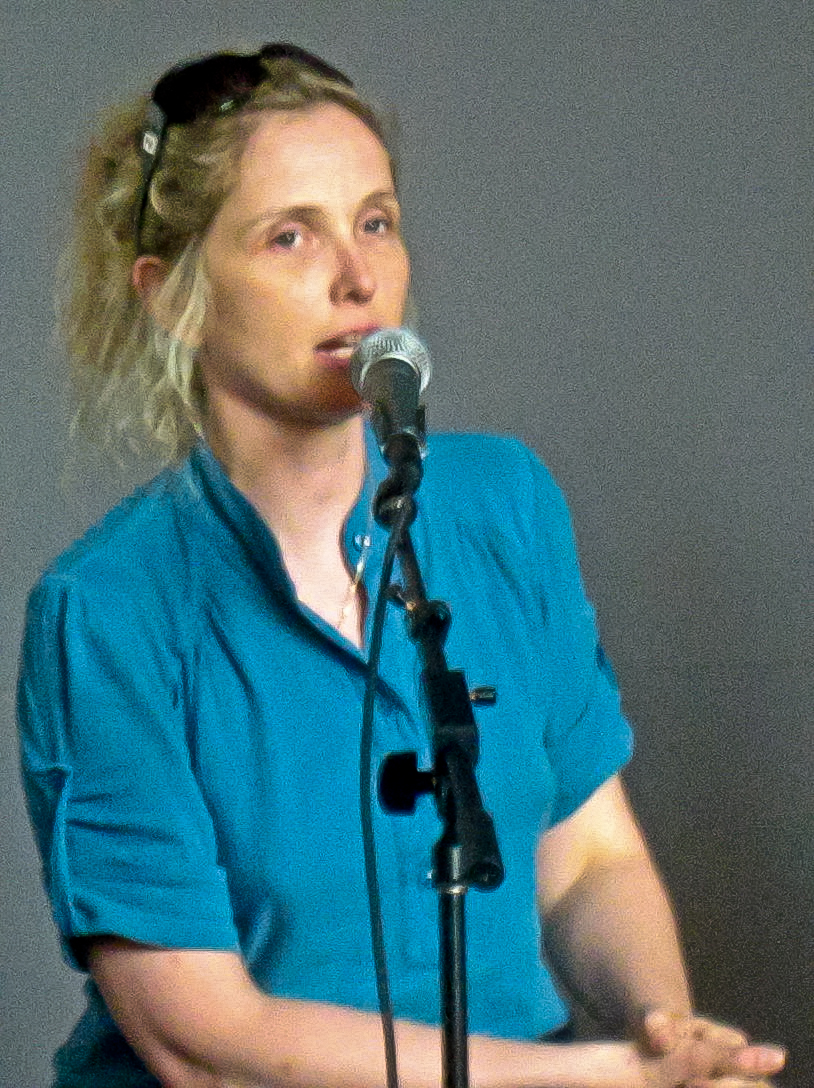
Julie Delpy, premi al mèrit europeu
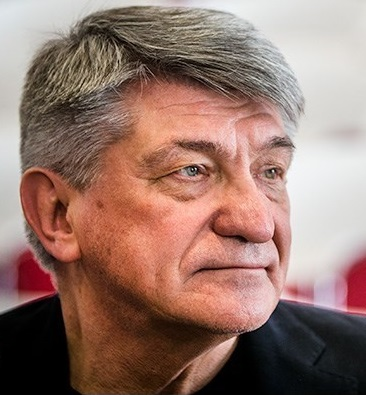
Aleksandr Sokúrov, premi a la trajectòria